# Galina Nikolajewna Borsenkowa
Galina Nikolajewna Borsenkowa (russisch Галина Николаевна Борзенкова, wiss. Transliteration Galina Nikolaevna Borzenkova; * 2. Februar 1964 als Galina Nikolajewna Tjan) ist eine ehemalige russische Handballspielerin, die an den Olympischen Sommerspielen 1992 teilnahm.

## Karriere
Borsenkowa spielte elf Spielzeiten beim sowjetischen Verein GK Kuban Krasnodar. Mit Kuban gewann die Kreisläuferin 1987 und 1988 den Europapokal der Pokalsieger sowie 1989 und 1992 die sowjetische Meisterschaft. Weiterhin stand sie in der Saison 1989/90 im Finale des Europapokals der Landesmeister. Später spielte sie beim jugoslawischen Verein Bolago Voždovac.
Borsenkowa gewann mit der sowjetischen Juniorinnennationalmannschaft im Jahr 1983 die U-20-Weltmeisterschaft. Mit der sowjetischen Nationalmannschaft errang sie den Titel bei der Weltmeisterschaft 1990. Zwei Jahre später folgte mit der Mannschaft der Gemeinschaft Unabhängiger Staaten der Gewinn der Bronzemedaille bei den Olympischen Spielen in Barcelona. Während des olympischen Turniers erzielte sie fünf Treffer in fünf Partien.